# Saison 2020-2021 de l'Olympique de Marseille
Maillots
Chronologie
Saison précédente Saison suivante
La saison 2020-2021 de l'Olympique de Marseille est la soixante-et-onzième saison du club provençal en première division du championnat de France de football, la vingt-cinquième consécutive au sein de l'élite du football français. Cette saison le club retrouve la Ligue des Champions à laquelle il n'avait plus participé depuis la saison 2013-2014.

## Préparation d'avant-saison
La reprise de l'entraînement a lieu le lundi 29 juin 2020 avec André Villas-Boas. L'équipe dispose d'une préparation en deux phases ; une première au Portugal à Faro du 1er au 11 juillet 2020, puis une seconde en Autriche et en Allemagne du 17 au 31 juillet 2020 où les matchs amicaux ci-dessous se déroulent. Le groupe olympien pour le stage est le suivant :
- Gardiens : Mandanda, Pelé, Ngapandouetnbu, Vanni
- Défenseurs : Alvaro, Caleta-Car, Perrin, Amavi, Kamardin, Sakai, Sarr, Ali Abdallah
- Milieux : Kamara, Strootman, Sanson, Ahmed, Rongier, Lopez, Bertelli, Khaoui, Chabrolle
- Attaquants : Payet, Thauvin, Benedetto, Radonjic, Germain, Aké

## Transferts

### Transferts estivaux
Le mercato d'été a lieu du 8 juin au 9 juillet 2020 puis du 10 août au 1er septembre 2020 en France.
| Nom                    | Poste             | Type de transfert   | Montant | Provenance/Destination     | Division                       |
| ---------------------- | ----------------- | ------------------- | ------- | -------------------------- | ------------------------------ |
| Arrivées               |                   |                     |         |                            |                                |
| Pape Gueye             | Milieu de terrain | Transfert libre     | -       | Watford FC                 | Premier League                 |
| Leonardo Balerdi       | Défenseur         | Prêt avec OA        | -       | Borussia Dortmund          | Bundesliga                     |
| Álvaro                 | Défenseur         | Transfert définitif | 4 M€    | Villarreal CF              | Liga                           |
| Yuto Nagatomo          | Défenseur         | Transfert libre     | -       | Galatasaray SK             | Süper Lig                      |
| Luis Henrique          | Attaquant         | Transfert           | 8 M€    | Três Passos Atlético Clube | Campeonato Gaúcho - 2ª Divisão |
| Michaël Cuisance       | Milieu de terrain | Prêt avec OA        | -       | Bayern Munich              | Bundesliga                     |
| Cheikh Bamba Dieng     | Attaquant         | Prêt avec OA        | -       | Diambars FC                | Ligue 1                        |
| Konstantínos Mítroglou | Attaquant         | Retour de prêt      | -       | PSV Eindhoven              | Eredivisie                     |
| Christopher Rocchia    | Défenseur         | Retour de prêt      | -       | FC Sochaux-Montbéliard     | Ligue 2                        |
| Départs                |                   |                     |         |                            |                                |
| Grégory Sertic         | Défenseur         | Fin de contrat      | -       | Fin de carrière            | Fin de carrière                |
| Abdallah Ali Mohamed   | Défenseur         | Prêt avec OA        | -       | SV Zulte-Waregem           | Jupiler League                 |
| Bouna Sarr             | Défenseur         | Transfert           | 10 M€   | Bayern Munich              | Bundesliga                     |
| Maxime Lopez           | Milieu de terrain | Prêt avec OA        | -       | US Sassuolo                | Serie A                        |
| Ahmadou Dia            | Gardien           | Prêt                | -       | FC Dordrecht               | Eerste Divisie                 |

### Transferts hivernaux
Le mercato d'hiver se déroule du 1er au 31 janvier 2021 en France.
| Nom               | Poste             | Type de transfert | Montant | Provenance/Destination | Division                |
| ----------------- | ----------------- | ----------------- | ------- | ---------------------- | ----------------------- |
| Arrivées          |                   |                   |         |                        |                         |
| Pol Lirola        | Défenseur         | Prêt avec OA      | -       | ACF Fiorentina         | Serie A                 |
| Arkadiusz Milik   | Attaquant         | Prêt avec OA      | -       | SSC Naples             | Serie A                 |
| Franco Tongya     | Milieu de terrain | Transfert         | 8 M€    | Juventus FC            | Serie A                 |
| Olivier Ntcham    | Milieu de terrain | Prêt avec OA      | -       | Celtic Glasgow         | Scottish Premier League |
| Esey Gebreyesus   | Attaquant         | Transfert         | -       | Grasshopper Zurich     | Raiffeisen Super League |
| Départs           |                   |                   |         |                        |                         |
| Florian Chabrolle | Milieu de terrain | Transfert libre   | -       | AC Ajaccio             | Ligue 2                 |
| Kevin Strootman   | Milieu de terrain | Prêt sans OA      | -       | Genoa CFC              | Serie A                 |
| Kostas Mitroglou  | Attaquant         | Transfert libre   | -       | Aris Salonique         | Superleague Elláda      |
| Morgan Sanson     | Milieu de terrain | Transfert         | 17,5 M€ | Aston Villa            | Premier League          |
| Marley Aké        | Attaquant         | Transfert         | 8 M€    | Juventus FC            | Serie A                 |
| Nemanja Radonjić  | Milieu de terrain | Prêt avec OA      | -       | Hertha BSC             | Bundesliga              |

### Premiers contrats professionnels
| Nom               | Nationalité | Position          | Durée de contrat | Fin de contrat |
| ----------------- | ----------- | ----------------- | ---------------- | -------------- |
| Aaron Kamardin    | France      | Défenseur         | 3 ans            | juin 2023      |
| Richecard Richard | France      | Défenseur         | 3 ans            | juin 2023      |
| Ugo Bertelli      | France      | Milieu de terrain | 3 ans            | juin 2023      |
| Nassim Ahmed      | France      | Milieu de terrain | 3 ans            | juin 2023      |
| Cheick Souaré     | France      | Milieu de terrain | 3 ans            | juin 2023      |
| Jorès Rahou       | France      | Attaquant         | 3 ans            | juin 2023      |

### Prolongations de contrat
| Nom             | Nationalité | Position          | Durée de prolongation | Fin de contrat |
| --------------- | ----------- | ----------------- | --------------------- | -------------- |
| Yohann Pelé     | France      | Gardien de but    | 1 an                  | juin 2021      |
| Maxime Lopez    | France      | Milieu de terrain | 1 an                  | juin 2022      |
| Dimitri Payet   | France      | Milieu de terrain | 2 ans                 | juin 2024      |
| Steve Mandanda  | France      | Gardien de but    | 3 ans                 | juin 2024      |
| Jordan Amavi    | France      | Défenseur         | 4 ans                 | juin 2025      |
| Alvaro Gonzalez | Espagne     | Défenseur         | 1 an                  | juin 2024      |

## Faits marquants de la saison
La saison 2020-2021 de Ligue des champions voit le club olympien, de retour dans cette compétition après sept saisons d'absence et placé dans le groupe C avec le FC Porto, Manchester City et l'Olympiakos, être prématurément éliminé au bout de quatre journées avec autant de revers et aucun but inscrit. Cette saison se caractérise également en coulisses par la suspension des revenus liés à la billetterie pour cause de Covid-19 et au défaut de paiement de Mediapro,. Au mercato hivernal 2021, l'Olympique de Marseille parvient à se faire prêter l'international polonais Arkadiusz Milik écarté à Naples. Le 2 février 2021, Villas-Boas annonce vouloir quitter le club en raison de désaccords sur le mercato hivernal du club. Après ses déclarations, l'Olympique de Marseille décide de le mettre à pied à titre conservatoire. C'est le directeur du centre de formation, le Marocain Nasser Larguet, qui assure l'intérim. Le 26 février 2021, dans un contexte de tensions avec les supporters depuis plusieurs semaines, McCourt écarte Eyraud du poste de président du directoire et nomme à sa place Pablo Longoria, avec pour responsabilité la gestion des secteurs économiques et sportifs du club. Longoria devient alors le plus jeune président de l'histoire de l'OM depuis 1909. L'Asturien arrive dans un contexte difficile, après l'envahissement du centre d'entraînement Robert Louis-Dreyfus par une centaine de supporters exaspérés par les mauvais résultats de l'équipe et par la communication d'Eyraud. Il choisit le technicien argentin Jorge Sampaoli pour succéder à Nasser Larguet. Le dernier match de l'intérim de Larguet se solde par une élimination en 16e de finale de la Coupe de France par Canet Roussillon FC (2-1), pensionnaire de National 2. L'OM de Sampaoli termine la saison 2020-2021 à la cinquième place du classement de Ligue 1.

## Systèmes de jeu
| \| Mandanda Sakai Alvaro Balerdi Amavi Gueye Kamara Rongier Payet Benedetto Thauvin Entr. : Villas-Boas \| Premier système de jeu utilisé · (4-4-2 losange) |
| Mandanda Sakai Alvaro Balerdi Amavi Gueye Kamara Rongier Payet Benedetto Thauvin Entr. : Villas-Boas                                                        |

| Mandanda Sakai Alvaro Balerdi Amavi Gueye Kamara Rongier Payet Benedetto Thauvin Entr. : Villas-Boas |

| \| Mandanda Lirola Alvaro Balerdi Sakai L. Henrique Kamara Gueye Thauvin Payet Milik Entr. : Sampaoli \| Deuxième système de jeu utilisé · (3-4-3) |
| Mandanda Lirola Alvaro Balerdi Sakai L. Henrique Kamara Gueye Thauvin Payet Milik Entr. : Sampaoli                                                 |

| Mandanda Lirola Alvaro Balerdi Sakai L. Henrique Kamara Gueye Thauvin Payet Milik Entr. : Sampaoli |

## Compétitions

### Championnat

#### Août
Le match contre l'AS Saint-Étienne initialement prévu le vendredi 21 août est reporté à cause de plusieurs cas de COVID-19 au sein de l'effectif professionnel du club phocéen, le premier cas découvert étant le latéral gauche Jordan Amavi suivi de Valentin Rongier, Maxime Lopez et le capitaine Steve Mandanda, ces 4 premiers cas seront tout de même présent lors du déplacement à Brest contrairement à Bouna Sarr, Dimitri Payet et Álvaro, contaminés peu après. 

### Trophée des champions
Initialement prévu le 1er août 2020, l'édition 2020 du Trophée des champions a été décalé à janvier 2021. En raison de la pandémie du Covid-19 en France, le Paris Saint-Germain a dû rattraper les matchs de Coupe de France, Coupe de la Ligue et Ligue des Champions au mois de juillet et août 2020, rendant impossible la tenue du Trophée des champions à sa date initiale. Cette édition oppose le Paris Saint-Germain, tenant en titre des quatre compétitions nationales françaises, à l'Olympique de Marseille, deuxième de l'édition 2019-2020 de la Ligue 1.

### Ligue des champions

#### Phase de groupes
Le tirage au sort pour la phase de groupes de la Ligue des champions de l'UEFA 2020-2021 a lieu le 1er octobre. L'Olympique de Marseille figure dans le chapeau 4. Il tombe face aux Portugais du FC Porto, aux Anglais de Manchester City et aux Grecs de l'Olympiakos. Les Olympiens sont prématurément éliminés au bout de 4 journées, avec 4 revers en autant de rencontres disputées et aucun but inscrit et ne parviennent ensuite pas à être reversés en Ligue Europa. 
| Rang | Équipe                 | Pts | J | G | N | P | Bp | Bc | Diff |  | Résultats (▼ dom., ► ext.) |     |     |     |     |
| ---- | ---------------------- | --- | - | - | - | - | -- | -- | ---- |  | -------------------------- | --- | --- | --- | --- |
| 1    | Manchester City        | 16  | 6 | 5 | 1 | 0 | 13 | 1  | +12  |  | Manchester City            |     | 3-1 | 3-0 | 3-0 |
| 2    | FC Porto               | 13  | 6 | 4 | 1 | 1 | 10 | 3  | +7   |  | FC Porto                   | 0-0 |     | 2-0 | 3-0 |
| 3    | Olympiakós             | 3   | 6 | 1 | 0 | 5 | 2  | 10 | -8   |  | Olympiakós                 | 0-1 | 0-2 |     | 1-0 |
| 4    | Olympique de Marseille | 3   | 6 | 1 | 0 | 5 | 2  | 13 | -11  |  | Olympique de Marseille     | 0-3 | 0-2 | 2-1 |     |

#### Coefficient UEFA
| Rang 2020 | Rang 2019 | Évolution | Club                   | 2015-2016 | 2016-2017 | 2017-2018 | 2018-2019 | 2019-2020 | Coefficient |
| --------- | --------- | --------- | ---------------------- | --------- | --------- | --------- | --------- | --------- | ----------- |
| 1         | 1         | +2        | Bayern Munich          | 29,000    | 22,000    | 29,000    | 20,000    | 36,000    | 136,000     |
| 2         | 4         | -1        | Real Madrid            | 33,000    | 33,000    | 32,000    | 19,000    | 17,000    | 134,000     |
| 3         | 2         | -1        | FC Barcelone           | 26,000    | 23,000    | 25,000    | 30,000    | 24,000    | 128,000     |
|           |           |           |                        |           |           |           |           |           |             |
| 53        | 49        | -4        | Olympique de Marseille | 9,000     | 0,000     | 19,000    | 3,000     | 0,000     | 31,000      |

## Effectif professionnel de la saison
Le premier tableau liste l'effectif professionnel de l'OM pour la saison 2020-2021. Le second recense les prêts effectués par le club lors de cette même saison.

## Statistiques

### Statistiques détaillées
| Place | Joueur             | 00 Ligue 1 00 | CDF | LDC | TDC | Total |
| ----- | ------------------ | ------------- | --- | --- | --- | ----- |
| 1     | Arkadiusz Milik    | 9             | 1   | 0   | 0   | 10    |
| 2     | Dimitri Payet      | 7             | 0   | 2   | 1   | 9     |
| 3     | Florian Thauvin    | 8             | 0   | 0   | 0   | 8     |
| 4     | Darío Benedetto    | 5             | 1   | 0   | 0   | 6     |
| 5     | Valère Germain     | 3             | 0   | 0   | 0   | 3     |
| 6     | Duje Ćaleta-Car    | 2             | 0   | 0   | 0   | 2     |
| 6     | Michaël Cuisance   | 2             | 0   | 0   | 0   | 2     |
| 6     | Pape Gueye         | 2             | 0   | 0   | 0   | 2     |
| 6     | Morgan Sanson      | 2             | 0   | 0   | 0   | 2     |
| 6     | Nemanja Radonjić   | 2             | 0   | 0   | 0   | 2     |
| 6     | Saîf-Eddine Khaoui | 2             | 0   | 0   | 0   | 2     |
| 6     | Álvaro             | 2             | 0   | 0   | 0   | 2     |
| 6     | Leonardo Balerdi   | 2             | 0   | 0   | 0   | 2     |
| 6     | Pol Lirola         | 2             | 0   | 0   | 0   | 2     |
| 15    | Jordan Amavi       | 1             | 0   | 0   | 0   | 1     |
| 15    | Lucas Perrin       | 1             | 0   | 0   | 0   | 1     |
| 15    | Valentin Rongier   | 1             | 0   | 0   | 0   | 1     |
| 15    | Ahmadou Dieng      | 0             | 1   | 0   | 0   | 1     |

| Place | Joueur             | 00 Ligue 1 00 | CDF | LDC | TDC | Total |
| ----- | ------------------ | ------------- | --- | --- | --- | ----- |
| 1     | Florian Thauvin    | 8             | 0   | 1   | 1   | 10    |
| 2     | Dimitri Payet      | 9             | 0   | 0   | 0   | 9     |
| 3     | Luis Henrique      | 5             | 0   | 0   | 0   | 5     |
| 4     | Pol Lirola         | 2             | 2   | 0   | 0   | 4     |
| 5     | Darío Benedetto    | 3             | 0   | 0   | 0   | 3     |
| 5     | Álvaro             | 3             | 0   | 0   | 0   | 3     |
| 5     | Morgan Sanson      | 3             | 0   | 0   | 0   | 3     |
| 8     | Boubacar Kamara    | 2             | 0   | 0   | 0   | 2     |
| 8     | Valentin Rongier   | 2             | 0   | 0   | 0   | 2     |
| 10    | Hiroki Sakai       | 1             | 0   | 0   | 0   | 1     |
| 10    | Duje Ćaleta-Car    | 1             | 0   | 0   | 0   | 1     |
| 10    | Yūto Nagatomo      | 1             | 0   | 0   | 0   | 1     |
| 10    | Michaël Cuisance   | 1             | 0   | 0   | 0   | 1     |
| 10    | Saîf-Eddine Khaoui | 1             | 0   | 0   | 0   | 1     |
| 10    | Arkadiusz Milik    | 1             | 0   | 0   | 0   | 1     |
| 10    | Nemanja Radonjić   | 1             | 0   | 0   | 0   | 1     |
| 10    | Valère Germain     | 0             | 1   | 0   | 0   | 1     |

## Aspects juridiques et économiques

### Aspects juridiques

#### Organigramme
Le tableau ci-dessous présente l'organigramme de l'Olympique de Marseille pour la saison 2020-2021.
| Fonction                                                     | Nom                                      |
| ------------------------------------------------------------ | ---------------------------------------- |
| Actionnaire majoritaire Président du conseil de surveillance | Frank McCourt                            |
| Président du directoire                                      | Jacques-Henri Eyraud puis Pablo Longoria |
| Directeur technique                                          | Pablo Longoria puis David Friio          |
| Directeur général                                            | Hugues Ouvrard puis Laurent Colette      |
| Coordinateur sportif                                         | Louis Vassallucci                        |

| Fonction                                      | Nom                |
| --------------------------------------------- | ------------------ |
| Directeur juridique                           | Alexandre Mialhe   |
| Directeur administratif & financier           | Baptiste Viprey    |
| Responsable pôles presse, relations publiques | Élodie Malatrait   |
| Attaché de presse                             | Alexandre Rosée    |
| Directeur du centre de formation              | Nasser Larguet     |
| Ambassadeur du club                           | Basile Boli        |
| Président de l'association OM                 | Jean-Pierre Chanal |
| Vice-président de l'association OM            | Robert Nazarétian  |

### Aspects économiques

#### Budget prévisionnel
Pour la saison 2020-2021, l'Olympique de Marseille présente un budget prévisionnel qui est estimé à 140 millions d'euros.

#### Résultat d'exploitation
Le résultat d'exploitation enregistré à l'issue de la saison 2020-2021 de l'Olympique de Marseille est de -76,3 millions d'euros.

##### Bilan comptable
Le tableau suivant présente le bilan comptable de l'Olympique de Marseille à l’issue de la saison 2020-2021. Ce bilan correspond à une photographie du patrimoine de l'entreprise au 30 juin 2021. Il détaille l'actif du club (tout ce que possède l'entreprise) ainsi que son passif (tout ce que doit l'entreprise).
| Poste                             | Actif du bilan (en M€) | Poste                           | Passif du bilan (en M€) |
| --------------------------------- | ---------------------- | ------------------------------- | ----------------------- |
| Immobilisations incorporelles     | 41,5 (-48,1%)          | Situation nette                 | -4 (-92,7%)             |
| Autres immobilisations            | 32,6 (-5,8%)           | Comptes courants d’actionnaires | 0 (-100%)               |
| Créances sur mutations de joueurs | 31 (-3,72%)            | Provisions risques et charges   | 15,6 (+3,3%)            |
| Autres actifs circulants          | 46,4 (+61,1%)          | Dettes financières              | 63,8 (+67,8%)           |
| Disponibilités et V.M.P.          | 11,4 (-77,2%)          | Dettes sur mutations de joueurs | 24,7 (-32,8%)           |
|                                   |                        | Autres dettes                   | 63,1 (-1,1%)            |
| Total actif                       | 163,1                  | Total passif                    | 163,1                   |

#### Sponsoring
Pour la saison 2020-2021, le club marseillais compte quinze partenaires officiels : son équipementier Puma, Uber Eats son sponsor maillot principal, Orange mais aussi Boulanger, Toyota, la FDJ, la Caisse d'épargne CEPAC, les eaux minérales Sainte-Baume, EA Sports, Intersport, Coca-Cola, Hotels.com, IQONIQ, Randstad ainsi que Viber.

## Centre de formation

### Staff technique
Nasser Larguet occupe la fonction de directeur du centre de formation. Le tableau ci-dessous présente la composition des staffs techniques pour chaque équipe du centre de formation de l'Olympique de Marseille pour la saison 2020-2021. 
| Équipe            | Entraîneur          | Adjoint            |
| ----------------- | ------------------- | ------------------ |
| Équipe National 2 | Philippe Anziani    | Maxence Flachez    |
| Équipe U19        | Sébastien Tambouret | Jacques Abardonado |
| Équipe U17        | Stéphane François   | Lassad Hasni       |
| Équipe U16        | Ibrahim Rachidi     | Axel Peterbridge   |
| Équipe U15        | Ahmed Nouri         | Lucas Assaiante    |
| Équipe U14        | Thierry Rodriguez   | Akim El Jouini     |
| Pôle Excellence   | Eddy Cardillo       |                    |

### Équipe réserve
Pour la saison 2020-2021, l'équipe réserve de l'Olympique de Marseille évolue en National 2.